# Opa-locka
Opa-locka ist eine Stadt im Miami-Dade County im US-Bundesstaat Florida. Das U.S. Census Bureau hat bei der Volkszählung 2020 eine Einwohnerzahl von 16.463 ermittelt.
Die in den 1920ern gegründete Stadt besitzt eine Vielzahl an Gebäuden im Stil der Orientalisierenden Architektur.

## Geographie
Opa-locka befindet sich etwa zehn Kilometer nördlich von Miami. Angrenzende Kommunen sind Miami Gardens, Hialeah und North Miami.

## Geschichte
Der Name der Stadt wurde der Sprache der Seminolen entlehnt. Diese nannten das Gebiet Opa-tisha-wocka-locka (große Insel bedeckt mit Bäumen und Sümpfen), was zu Opa-locka verkürzt wurde. Die Stadtgründung geht auf Flugpionier Glenn Curtiss zurück. Er ließ vom Architekten Bernhardt Muller zahlreiche Gebäude mit orientalischen Elementen errichten, die Straßen benannte man zum Teil nach Figuren aus Tausend und einer Nacht. Opa-locka erhielt 1926 das Stadtrecht. Nach dem Großen Miami-Hurrikan im selben Jahr und dem Erliegen des Florida-Landbooms profitierte die junge Gemeinde von der Errichtung eines Navy-Stützpunktes. Nach dessen Schließung in den 1950er Jahren wandelte sich Opa-locka von einem von Weißen der Mittelschicht bewohnten Vorort zu einer Gemeinde mit einer vorwiegend farbigen und weniger wohlhabenden Bevölkerung. Ab den 1980ern stiegen Kriminalität und Arbeitslosigkeit, 2003 hatte Opa-locka die höchste Gewaltverbrechensrate von Kleinstädten in Florida. Zudem musste 2002 der Staat kurzfristig die Finanzen der wegen Misswirtschaft in Bedrängnis geratenen Stadt übernehmen.

### Demographische Daten
Laut der Volkszählung 2010 verteilten sich die damaligen 15.219 Einwohner auf 5966 Haushalte. Die Bevölkerungsdichte lag bei 1358,8 Einw./km². 27,7 % der Bevölkerung bezeichneten sich als Weiße, 65,8 % als Afroamerikaner, 0,2 % als Indianer und 0,2 % als Asian Americans. 4,0 % gaben die Angehörigkeit zu einer anderen Ethnie und 2,1 % zu mehreren Ethnien an. 35,3 % der Bevölkerung bestand aus Hispanics oder Latinos.
Im Jahr 2010 lebten in 44,1 % aller Haushalte Kinder unter 18 Jahren sowie 24,8 % aller Haushalte Personen mit mindestens 65 Jahren. 68,5 % der Haushalte waren Familienhaushalte (bestehend aus verheirateten Paaren mit oder ohne Nachkommen bzw. einem Elternteil mit Nachkomme). Die durchschnittliche Größe eines Haushalts lag bei 2,98 Personen und die durchschnittliche Familiengröße bei 3,52 Personen.
32,4 % der Bevölkerung waren jünger als 20 Jahre, 29,1 % waren 20 bis 39 Jahre alt, 24,2 % waren 40 bis 59 Jahre alt und 14,2 % waren mindestens 60 Jahre alt. Das mittlere Alter betrug 31 Jahre. 47,4 % der Bevölkerung waren männlich und 52,6 % weiblich.
Das durchschnittliche Jahreseinkommen lag bei 22.214 $, dabei lebten 32,6 % der Bevölkerung unter der Armutsgrenze.
Im Jahr 2000 war Englisch die Muttersprache von 68,44 % der Bevölkerung, spanisch sprachen 28,29 % und 3,27 % hatten eine andere Muttersprache.

## Baudenkmäler
In Opa-locka gibt es mehr als 20 Gebäude, die im National Register of Historic Places eingetragen sind. Dabei handelt es sich um noch heute bestehende Gebäude der in orientalischen Stil gehaltenen Bauwerke aus den 1920er-Jahren.
| - Baird House, seit 1987 – Nr. 87001313 - Bush Apartments, seit 1987 – Nr. 87001314 - Cravero House, seit 1987 – Nr. 87001315 - Crouse House, seit 1987 – Nr. 87001316 - Etheredge House, seit 1987 – Nr. 87001317 - Griffiths House, seit 1987 – Nr. 87001318 - Haislip House, seit 1987 – Nr. 87001319 - Helm Stores and Apartments, seit 1987 – Nr. 87001321 - Helms House, seit 1987 – Nr. 87001320 - Higgins Duplex, seit 1987 – Nr. 87001322 - Harry Hurt Building, seit 1982 – Nr. 82004795 - King Trunk Factory and Showroom, seit 1987 – Nr. 87001323 | - Long House, seit 1987 – Nr. 87001324 - Opa-locka Company Administration Building, seit 1982 – Nr. 82004796 - Opa-locka Fire and Police Station, seit 1987 – Nr. 87001325 - Opa-locka Railroad Station, seit 1987 – Nr. 87000998 - Opa-locka Bank, seit 1983 – Nr. 83001420 - Root Building, seit 1987 – Nr. 87001326 - Taber Duplex, seit 1987 – Nr. 87001327 - Tinsman House, seit 1987 – Nr. 87001328 - Tooker House, seit 1987 – Nr. 87001329 - Wheeler House, seit 1987 – Nr. 87001330 |

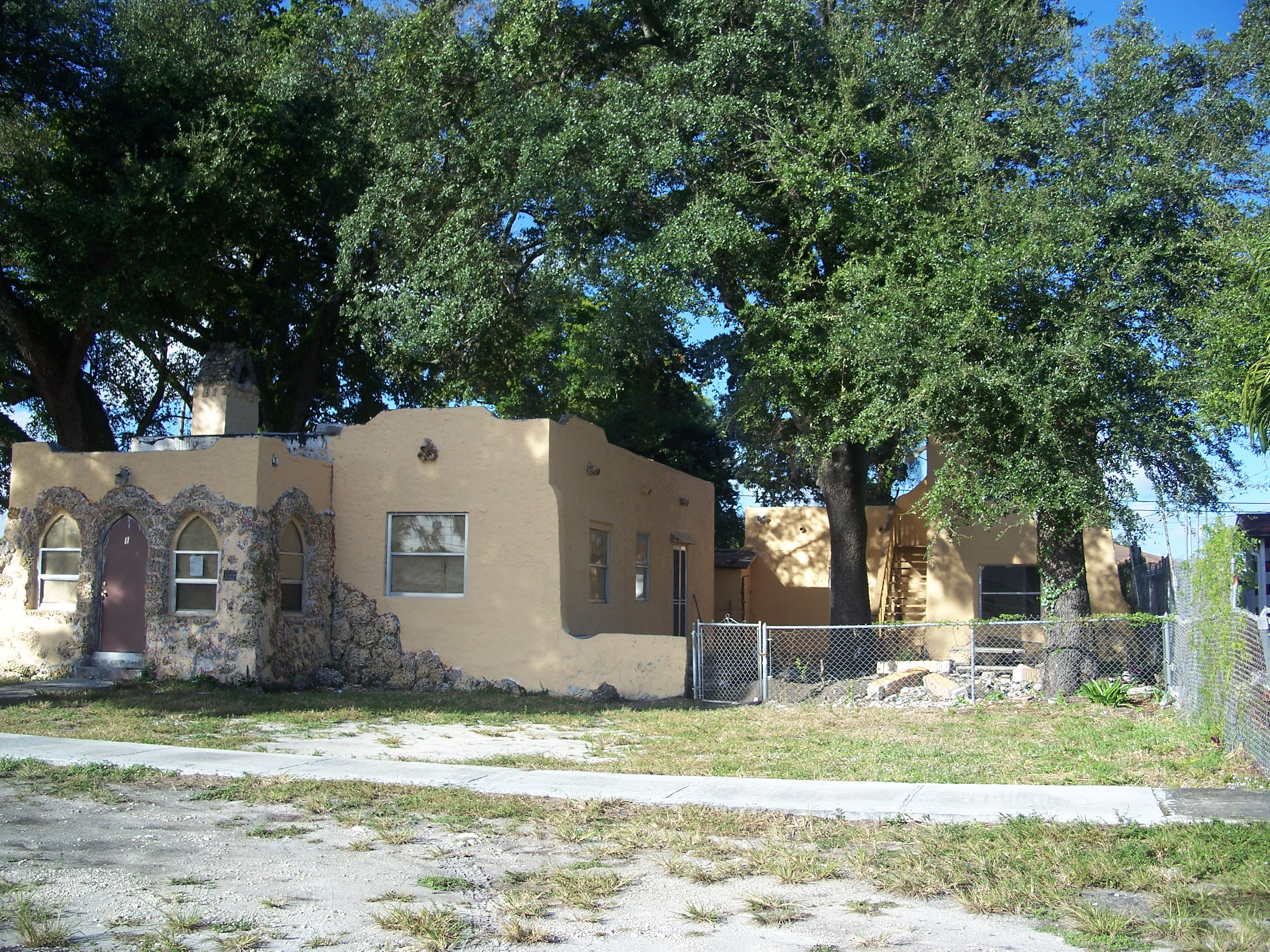
Baird House
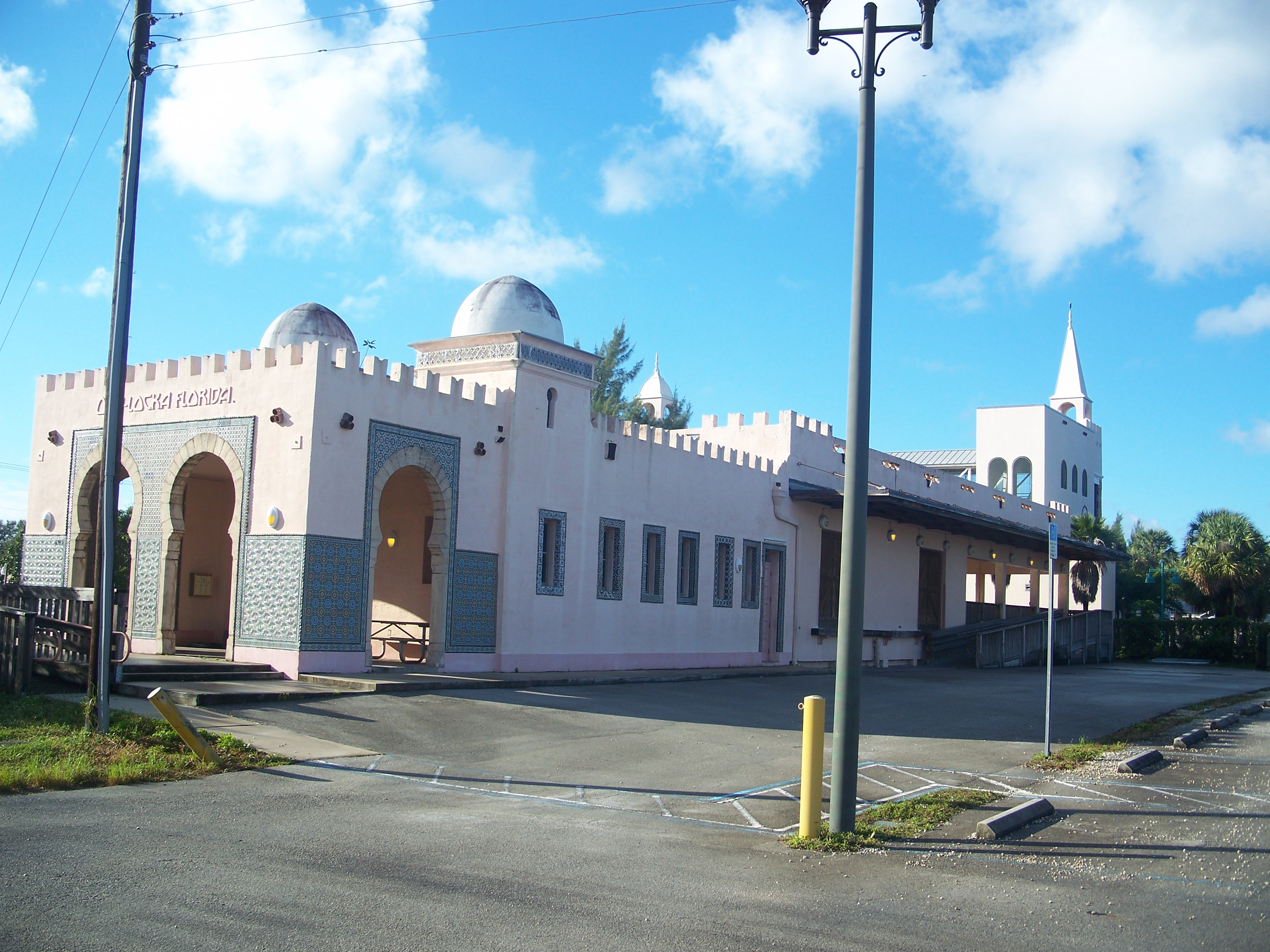
Alte Bahnstation
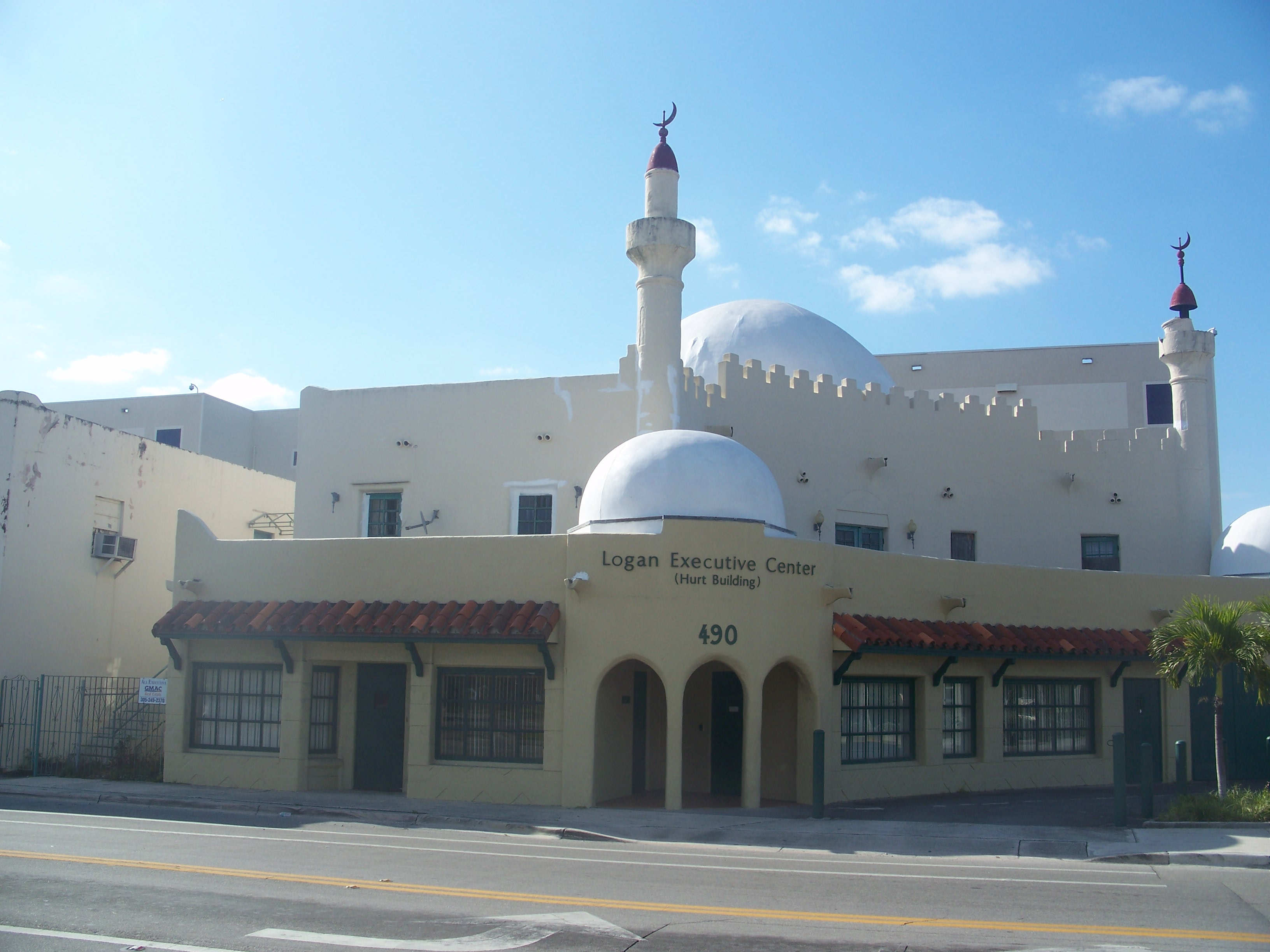
Harry-Hurt-Building

## Verkehr
Durch Opa-locka führen die Florida State Roads 9, 817, 916, 924 und 953.
In der Stadt befindet sich eine Bahnstation der Tri-Rail auf der Bahnstrecke von Miami nach Mangonia Park.
Im Stadtgebiet liegt der nationale Opa-locka Executive Airport, der Miami International Airport befindet sich zehn Kilometer südlich von Opa-locka.

## Persönlichkeiten
- Benjamin Brown (* 1952), Jazzmusiker
- Randall Bailey (* 1974), Boxer
- Flo Rida (* 1979), Rapper